# Psychotria octosulcata
Psychotria octosulcata är en måreväxtart som beskrevs av Talbot. Psychotria octosulcata ingår i släktet Psychotria och familjen måreväxter. Inga underarter finns listade i Catalogue of Life.